# Timo Kunert
Timo Kunert (* 12. März 1987 in Gladbeck) ist ein deutscher Fußballspieler.

## Karriere

### Vereine
Der Nachwuchsspieler wechselte 1999 vom VfB Kirchhellen in die D-Jugend des FC Schalke 04 und durchlief dort sämtliche Jugendmannschaften. Seinen bislang größten Erfolg auf Vereinsebene feierte er 2006, als er mit Schalkes A-Junioren Deutscher Meister wurde. Zu Beginn der Saison 2006/07 erhielt Kunert einen Profivertrag bei Schalke. Er wurde meist jedoch im Oberliga-Team eingesetzt. Seinen einzigen Bundesligaeinsatz hatte Kunert am 7. April 2007 gegen Borussia Mönchengladbach, als er in der 90. Minute für Mesut Özil eingewechselt wurde. Im August 2007 wechselte er zum Hamburger SV, wo er einen Vertrag bis 2009 unterschrieb. Er wurde dort jedoch ausschließlich in der zweiten Mannschaft eingesetzt, die in der Regionalliga Nord spielt. In der Saison 2009/10 wechselte Kunert zu Sportfreunde Lotte in die Regionalliga West. Nach zwei Spielzeiten in Lotte wechselte Kunert zur Saison 2011/12 zum Drittligisten Rot-Weiß Oberhausen, mit dem er als Tabellenvorletzter in die Regionalliga West abstieg.
Zur Regionalligasaison 2012/13 wechselte er zu den Sportfreunden Lotte. Ein Jahr später ging er zum Lokalrivalen VfL Osnabrück, wo auch sein ehemaliger Trainer Maik Walpurgis arbeitete. Zur Spielzeit 2014/15 wechselte er in die Regionalliga Südwest zum 1. FC Saarbrücken, in der Winterpause der Saison 2015/16 dann zum Süd-West-Regionalligisten TSV Steinbach. Kunert gewann am 21. Mai 2018 mit dem TSV Steinbach den Hessenpokal und zog so in den DFB-Pokal ein. Zur Saison 2019/20 unterschrieb Kunert einen Vertrag beim FSV Frankfurt, der ebenfalls in der Regionalliga-Südwest spielt. Für den Verein vom Bornheimer Hang lief er zwei Jahre auf und wechselte dann zum Hessenligisten Rot-Weiß Walldorf.

### Nationalmannschaft
Kunert absolvierte drei Begegnungen für die U18-Auswahl des DFB, 13 Begegnungen für die U19-Auswahl und kam zu einem Einsatz für die U20-Mannschaft.

## Spielweise
Kunert ist beidfüßig und wird vorwiegend auf den Außenbahnen oder zentral vor der Viererkette eingesetzt.

## Erfolge
- Hessenpokalsieger mit dem TSV Steinbach in der Saison 2017/2018